# Маттіас Йоганссон
Маттіас Ерік Йоганссон (швед. Mattias Erik Johansson, нар. 16 лютого 1992, Єнчепінг, Швеція) — шведський футболіст, фланговий захисник клубу «Гетеборг».

## Клубна кар'єра
Футбольну кар'єру Маттіас Йоганссон починав у молодіжному складі шведського клубу «Кальмар». З 2009 року футболіст потрапив до заявки першої команди клубу.
У січні 2012 року нідерландський АЗ за 1,5 млн євро викупив контракт шведського захисника. В Ередивізі Йоганссон провів майже п'ять сезонів і за цей час виграв з клубом національний кубок. Влітку 2017 року Йоганссон на правах вільного агента перейшов до грецького «Панатінаїкоса». З 2020 року один сезон футболіст виступав у складі турецького «Генчлербірлігі».
У червні 2021 року Йоганссон перейшов до складу польської «Легії» і вже за місяць дебютував у складі «армійців» у Лізі чемпіонів, де відзначився гольовою передачею.

## Збірна
З 2014 року Маттіас Йоганссон викликається до складу національної збірної Швеції. Свій перший гол за збірну Йоганссон забив 8 жовтня 2020 року у товариському матчі у Москві проти збірної Росії.

## Статистика виступів

### Статистика виступів за збірну
Станом на 8 вересня 2021 року
| Дата       | Місто      | Господарі  | Результат | Гості      | Турнір                                    | Голи | Примітки |
| ---------- | ---------- | ---------- | --------- | ---------- | ----------------------------------------- | ---- | -------- |
| 28-5-2014  | Копенгаген | Данія      | 1 – 0     | Швеція     | товариський матч                          | -    | 70'      |
| 1-6-2014   | Стокгольм  | Швеція     | 0 – 2     | Бельгія    | товариський матч                          | -    | 85'      |
| 4-9-2014   | Стокгольм  | Швеція     | 2 – 0     | Естонія    | товариський матч                          | -    | 76'      |
| 8-10-2020  | Москва     | Росія      | 1 – 2     | Швеція     | товариський матч                          | 1    | 46'      |
| 14-10-2020 | Лісабон    | Португалія | 3 – 0     | Швеція     | Ліга націй УЄФА 2020—2021 - груповий етап | -    | 54'      |
| 11-11-2020 | Бреннбю    | Данія      | 2 – 0     | Швеція     | товариський матч                          | -    | 64'      |
| 5-9-2021   | Стокгольм  | Швеція     | 2 – 1     | Узбекистан | товариський матч                          | -    | 62'      |
| 8-9-2021   | Афіни      | Греція     | 2 – 1     | Швеція     | Відбір до ЧС 2022                         | -    | 76'      |
| Усього     |            | Матчів     | 8         |            | Голів                                     | 1    |          |

## Досягнення
АЗ
 Переможець Кубка Нідерландів: 2012/13
Легія
 Володар Кубку Польщі: 2022/23